# ۲۵۰ (میلادی)
۲۵۰ (میلادی) دویست و پنجاهمین سال تقویم میلادی است.

## رویدادها
- تأسیس شهر نیشابور( نیشابور (شهر کهن) ) به دست شاهپور اول با نام نیو شَهپُهْر (به پهلوی:           نیو شَهپُهْر، به معنی: ساختهٔ نیک شاهپور)

## زادگان
- ماکسیمیان، امپراتور روم (تاریخ احتمالی)
- گالریوس، امپراتور روم (تاریخ احتمالی)
- کنستانتیوس کلوروس، امپراتور روم (تاریخ احتمالی)
- لیسینیوس، امپراتور روم (تاریخ احتمالی)
- آریوس، کشیش مسیحی و بنیادگذار آریانیسم (تاریخ احتمالی)

## درگذشتگان
- ۲۰ ژانویه - فابین، پاپ کلیسای کاتولیک روم

‎